# Tomoe Gozen
Tomoe Gozen (巴 御前?) (¿1157?-¿1184?) fue una guerrera samurái u onna-musha en la historia de Japón, durante el período de las Guerras Gempei (1180-1185). 

## Vida

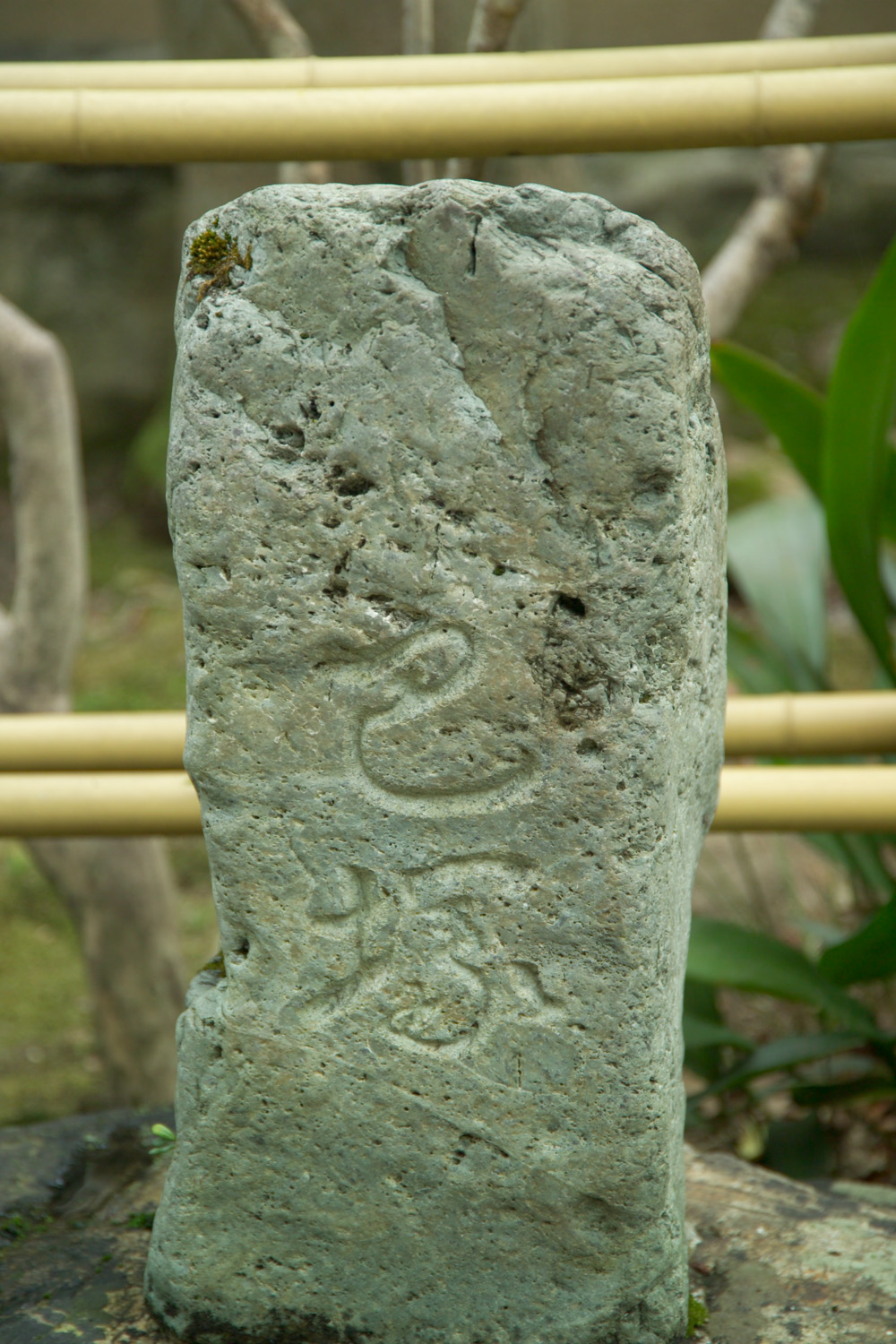
Memorial a Tomoe en Gichū-ji, Ōtsu, Prefectura de Shiga.

Según el Heike Monogatari: 'Tomoe era especialmente hermosa, de piel blanca, pelo largo y bellas facciones. También era una excelente arquera y como espadachina era una guerrera que valía por mil, dispuesta a confrontar un demonio o un dios, a caballo o en pie. Domaba caballos salvajes con gran habilidad; cabalgaba por peligrosas pendientes sin rasguño alguno. Cuando una batalla era inminente, Yoshinaka la enviaba como su primer capitán, equipada con una pesada armadura, una enorme espada y un poderoso arco; y ella era más valerosa que cualquiera de sus otros guerreros'.

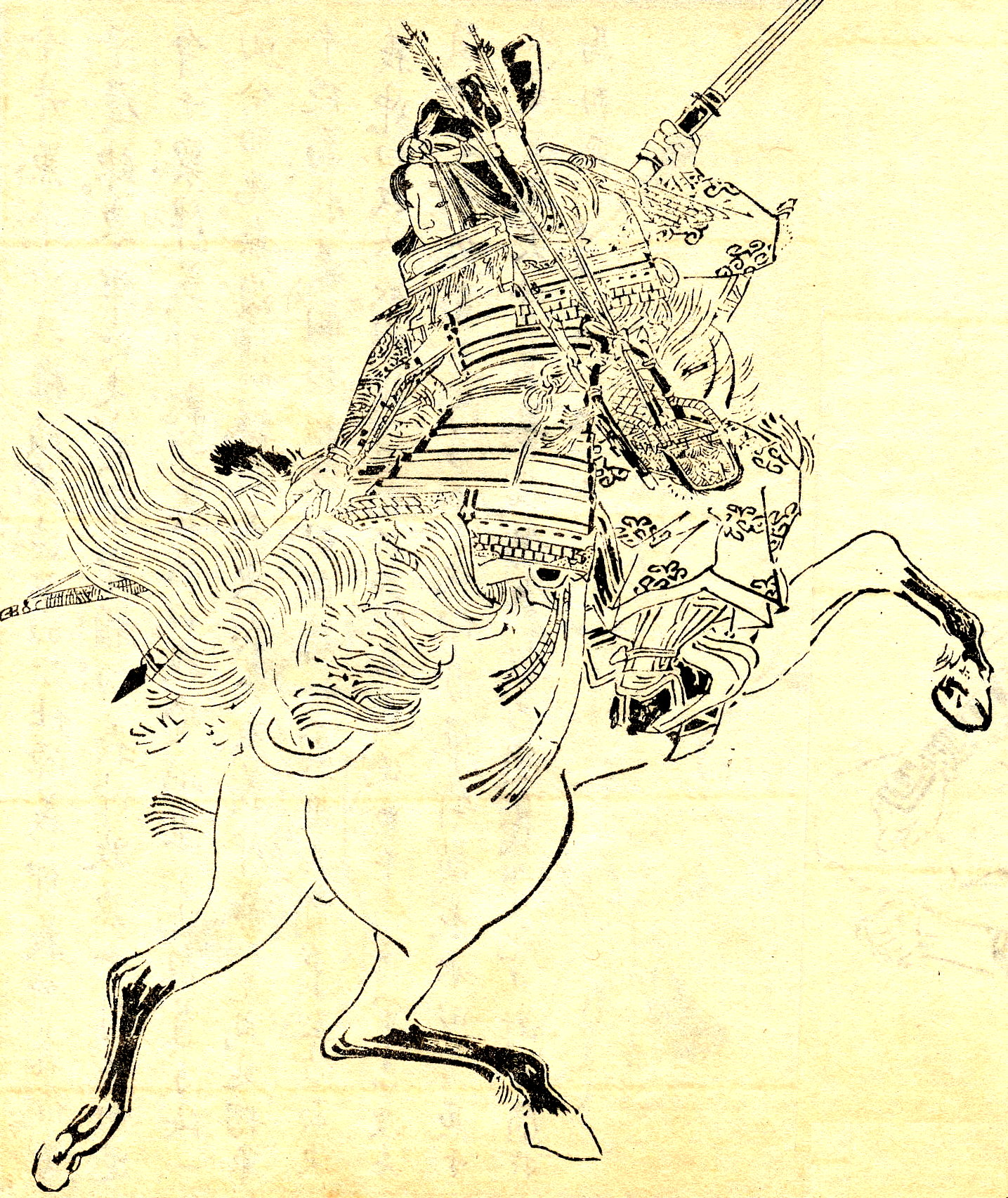
Tomoe Gozen, retratada por Kikuchi Yōsai.

Se estima que Tomoe (nombre que significa círculo perfecto) nació en torno al año 1157 en una familia de samuráis, por lo que, como era costumbre, todas las mujeres de su familia se entrenaron en el manejo de la naginata, lo cual era necesario para proteger el hogar.
Tomoe luchó durante las Guerras Gempei, un enfrentamiento entre los clanes Taira y Minamoto que duró cinco años. En el año 1184 tomó Kioto tras ganar la Batalla de Kurikara. Cuando finalmente el clan Minamoto venció, su esposo Minamoto no Yoshinaka fue acusado de conspiración por el shōgun Kamakura, Minamoto no Yoritomo, lo que provocó que el Emperador lo declarara enemigo del Estado y lo mandara ejecutar. Según algunas fuentes, Tomoe moriría en la Batalla de Awazu en 1184, donde también moriría su marido. Sin embargo, el Heike Monogatari asegura no solo que Tomoe fue uno de los cinco Kiso que permanecieron con vida al final del duelo, sino que también explica que Tomoe no era esposa de Yoshinaka, sino solo una asistente. Otras fuentes aseguran que Tomoe fue derrotada por Wada Yoshimori y se convirtió después en su esposa, convirtiéndose en monja tras la muerte de éste. 
Nunca se ha comprobado la autenticidad de la existencia de Tomoe, salvo lo escrito en el Heike Monogatari. Aun así, la tumba de su asistente femenina Yamabuki Gozen sí se ha encontrado, y la mayoría de sucesos narrados en el Heike Monogatari son considerados verdaderos por los historiadores.

## "Gozen"
La palabra gozen no es un apellido, sino un título honorífico que se concedía mayormente a mujeres, aunque también a algunos hombres.